# Propargylbromid
Propargylbromid, systematicky 3-bromprop-1-yn, je organická sloučenina se vzorcem HC≡CCH2Br, halogenovaný derivát propynu s atomem bromu na methylové skupině. Má, stejně jako jemu podobné sloučeniny, slzotvorné účinky. Využití nalézá v organické syntéze.

## Použití
Propargylbromid se v 60. letech 20. století používal jako půdní fumigant pod názvem trizone.
Propargylbromid může také sloužit jako meziprodukt při přípravách organických sloučenin, například agrochemikálií a léčiv; mimo jiné vytváří Grignardova činidla i za nízkých teplot.

## Výroba
Propargylbromid se vyrábí reakcí propargylalkoholu s bromidem fosforitým.

## Reakce
Propargylbromid se může účastnit enynových metatezí propargylaminů, propargylací spiroketonů, příprav allylalkoholů a tvorby enonových komplexů.
Aldehydy mohou reagovat s propargylbromidem v Barbierových reakcích za vzniku alkynylalkoholů:

## Bezpečnost
Propargylbromid působí jako slzotvorná látka a je také alkylačním činidlem.